# Coniopteryx stenoptera
Coniopteryx stenoptera là một loài côn trùng trong họ Coniopterygidae thuộc bộ Neuroptera. Loài này được Monserrat miêu tả năm 1989.